# Гамбург-Поппенбюттель
Поппенбюттель (нім. Poppenbüttel) — частина району Вандсбек вільного та ганзейського міста Гамбург. Поппенбюттель став частиною Гамбурга в 1937 році. Під час другої світової війни у кварталі були робочі місця підтабору Зазель концентраційного табору Ноєнгамме.